# スタニスラフ・モロゾフ
スタニスラフ・オレクサンドロビチ・モロゾフ（ウクライナ語: Станісла́в Олекса́ндрович Моро́зов、ロシア語: Станислав Морозов、1979年2月1日 - ）は、ウクライナの元フィギュアスケート選手(ペア)。2000年世界ジュニアフィギュアスケート選手権優勝。2002年ソルトレイクシティオリンピック、2006年トリノオリンピック、2010年バンクーバーオリンピックウクライナ代表。パートナーはタチアナ・ボロソジャル、アリオナ・サフチェンコなど。

## 表記
ウクライナ語音に基づけば「スタニスラーウ・オレクサーンドロヴィチ・モローゾウ」がより適当であるが、本稿では日本語メディアで多く使用されるカナ表記を用いている。

## 経歴
エカテリンブルクに生まれ、4歳ころからスケートを始めた。ジュニア時代の初期にエレーナ・ベルソフスカヤとペアを組み、1997年カールシェーファーメモリアルで優勝するがほどなく解散、1998年よりアリオナ・サフチェンコとペア結成した。
1999-2000シーズンからISUジュニアグランプリに出場。初出場ながらJGPファイナルで優勝、世界ジュニア選手権でも優勝を果たした。また、シニアクラスの欧州選手権およびISUグランプリシリーズにも出場し、ウクライナ選手権ではシニアクラスで優勝を飾った。翌2000-2001シーズンからシニアクラスに完全移行したが、各大会で入賞はあったものの、メダル獲得までには至らなかった。2002年ソルトレイクシティオリンピックに出場し15位。シーズン終了後にペアは解散し、一時競技から引退する。
2004年、タチアナ・ボロソジャルとペアを結成し、競技会への復帰を果たした。2005年冬季ユニバーシアード競技会で2位、2005年欧州選手権では5位入賞となった。トリノオリンピックを控えた2005-2006シーズン、カールシェーファーメモリアルで優勝し、トリノオリンピック出場資格を得たが、2005年11月、練習中にスタニスラフ・モロゾフ自身のケガのためISUグランプリシリーズへの出場は見送られた。ケガ明けのトリノオリンピックでは12位、世界選手権では10位に終わる。
2007-2008シーズン、初戦のエリック・ボンパール杯では5位となり、NHK杯ではSPで2位と好スタートを切ったが、FSではミスが目立ち総合で4位に終わった。欧州選手権ではSPを終え3位に付けていたものの、FSで逆転を許し総合4位、メダル獲得はならなかった。
バンクーバーオリンピックでは8位となり、これを最後に現役引退を表明した。
現在はロシアで、元パートナーのボロソジャルとトランコフのペアのコーチとして活動している。

## 主な戦績
- 2001-02まではアリオナ・サフチェンコとのペア。
- 2004-05よりタチアナ・ボロソジャルとのペア。

| 大会/年               | 1998-99 | 1999-00 | 2000-01 | 2001-02 | 2004-05 | 2005-06 | 2006-07 | 2007-08 | 2008-09 | 2009-10 |
| --------------------- | ------- | ------- | ------- | ------- | ------- | ------- | ------- | ------- | ------- | ------- |
| 冬季オリンピック      |         |         |         | 15      |         | 12      |         |         |         | 8       |
| 世界選手権            |         |         | 9       |         | 10      | 10      | 4       | 9       | 6       |         |
| 欧州選手権            |         | 7       | 6       |         | 5       |         | 5       | 4       | 4       | 4       |
| ウクライナ選手権      | 2       | 1       | 1       |         | 1       |         | 1       | 1       |         | 1       |
| GPファイナル          |         |         |         |         |         |         |         |         | 4       |         |
| GPスケートアメリカ    |         |         |         |         |         |         |         |         |         | 2       |
| GP中国杯              |         |         |         |         |         |         |         |         | 2       | 3       |
| GPロシア杯            |         | 4       |         |         | 5       |         |         |         | 3       |         |
| GPエリック杯          |         |         |         |         |         |         |         | 5       |         |         |
| GPNHK杯               |         |         |         |         |         |         |         | 4       |         |         |
| GPスケートカナダ      |         |         | 6       |         |         |         |         |         |         |         |
| GPボフロスト杯        |         |         | 5       |         |         |         |         |         |         |         |
| ネーベルホルン杯      |         | 1       |         |         |         |         |         |         | 3       | 2       |
| ユニバーシアード      |         |         |         |         | 2       |         | 2       |         |         |         |
| シェーファー記念      |         |         |         |         |         | 1       |         |         |         |         |
| 世界Jr.選手権         | 12      | 1       |         |         |         |         |         |         |         |         |
| JGPファイナル         |         | 1       |         |         |         |         |         |         |         |         |
| JGPスケートスロベニア |         | 2       |         |         |         |         |         |         |         |         |
| JGPクロアチア         |         | 1       |         |         |         |         |         |         |         |         |

### 詳細
| 2009-2010 シーズン    |                                                            |         |          |          |
| 開催日                | 大会名                                                     | SP      | FS       | 結果     |
| 2010年2月14日 - 15日  | バンクーバーオリンピック（バンクーバー）                   | 9 62.14 | 8 119.64 | 8 181.78 |
| 2010年1月19日 - 20日  | 2010年ヨーロッパフィギュアスケート選手権（タリン）         | 4 67.60 | 4 120.23 | 4 187.83 |
| 2009年12月22日 - 23日 | ウクライナフィギュアスケート選手権（ドニプロペトロウシク） | 1 65.82 | 1 115.81 | 1 181.63 |
| 2009年11月13日 - 14日 | ISUグランプリシリーズ スケートアメリカ（レークプラシッド） | 2 61.70 | 3 110.12 | 2 171.82 |
| 2009年10月30日 - 31日 | ISUグランプリシリーズ 中国杯（北京）                       | 2 62.98 | 3 107.81 | 3 170.79 |
| 2009年9月24日 - 25日  | 2009年ネーベルホルン杯（オーベルストドルフ）               | 2 59.46 | 2 106.29 | 2 165.75 |

| 2008-2009 シーズン    |                                                        |         |          |          |
| 開催日                | 大会名                                                 | SP      | FS       | 結果     |
| 2009年3月24日 - 25日  | 2009年世界フィギュアスケート選手権（ロサンゼルス）     | 6 64.10 | 5 111.51 | 6 175.61 |
| 2009年1月20日 - 25日  | 2009年ヨーロッパフィギュアスケート選手権（ヘルシンキ） | 4 56.20 | 3 115.14 | 4 171.34 |
| 2008年12月18日 - 21日 | ドイツフィギュアスケート選手権（オーベルストドルフ）   | 2 58.64 | 2 105.12 | 2 163.76 |
| 2008年12月11日 - 14日 | 2008/2009 ISUグランプリファイナル（高陽）              | 4 64.08 | 5 111.75 | 4 175.83 |
| 2008年11月20日 - 23日 | ISUグランプリシリーズ ロシア杯（モスクワ）             | 3 58.34 | 3 109.52 | 3 167.86 |
| 2008年11月6日 - 9日   | ISUグランプリシリーズ 中国杯（北京）                   | 2 60.34 | 2 114.71 | 2 175.05 |
| 2008年9月25日 - 28日  | 2008年ネーベルホルン杯（オーベルストドルフ）           | 3 61.02 | 4 95.06  | 3 156.08 |

| 2007-2008 シーズン       |                                                      |         |           |          |
| 開催日                   | 大会名                                               | SP      | FS        | 結果     |
| 2008年3月17日 - 23日     | 2008年世界フィギュアスケート選手権（ヨーテボリ）     | 8 59.53 | 10 100.42 | 9 159.95 |
| 2008年1月21日 - 27日     | 2008年ヨーロッパフィギュアスケート選手権（ザグレブ） | 3 61.29 | 4 102.14  | 4 163.43 |
| 2007年11月29日 - 12月2日 | ISUグランプリシリーズ NHK杯（仙台）                  | 2 60.14 | 5 90.67   | 4 150.81 |
| 2007年11月16日 - 18日    | ISUグランプリシリーズ エリック・ボンパール杯（パリ） | 5 54.18 | 6 98.41   | 5 152.59 |

| 2006-2007 シーズン   |                                                        |         |          |          |
| 開催日               | 大会名                                                 | SP      | FS       | 結果     |
| 2007年3月19日 - 25日 | 2007年世界フィギュアスケート選手権（東京）             | 8 57.62 | 5 116.00 | 4 173.62 |
| 2007年1月22日 - 28日 | 2007年ヨーロッパフィギュアスケート選手権（ワルシャワ） | 5 53.62 | 4 101.73 | 5 155.35 |
| 2007年1月18日 - 19日 | 第23回冬季ユニバーシアード（トリノ）                   | 2 54.80 | 2 95.40  | 2 150.20 |

| 2005-2006 シーズン    |                                                  |          |          |           |
| 開催日                | 大会名                                           | SP       | FS       | 結果      |
| 2006年3月20日 - 26日  | 2006年世界フィギュアスケート選手権（カルガリー） | 11 50.87 | 10 97.03 | 10 147.90 |
| 2006年2月10日 - 26日  | トリノオリンピック（トリノ）                     | 12 50.14 | 12 98.24 | 12 148.38 |
| 2005年10月12日 - 16日 | 2005年カールシェーファーメモリアル（ウィーン）   | 1 54.42  | 1 101.57 | 1 155.99  |

| 2004-2005 シーズン    |                                                    |          |           |           |
| 開催日                | 大会名                                             | SP       | FS        | 結果      |
| 2005年3月14日 - 20日  | 2005年世界フィギュアスケート選手権（モスクワ）     | 11 55.75 | 11 100.63 | 10 156.38 |
| 2005年1月25日 - 30日  | 2005年ヨーロッパフィギュアスケート選手権（トリノ） | 5 56.26  | 5 95.53   | 5 151.79  |
| 2004年11月25日 - 28日 | ISUグランプリシリーズ ロシア杯（モスクワ）         | 6 49.46  | 4 98.72   | 5 148.18  |

| 2003-2004 シーズン     |                                                      |         |         |          |
| 開催日                 | 大会名                                               | SP      | FS      | 結果     |
| 2004年3月22日 - 28日   | 2004年世界フィギュアスケート選手権（ドルトムント）   | 13      | 14      | 14       |
| 2004年2月29日 - 3月7日 | 2004年世界ジュニアフィギュアスケート選手権（ハーグ） | 5       | 5       | 5        |
| 2003年12月11日 - 14日  | 2003/2004 ISUジュニアグランプリファイナル（マルメ）  | 4       | 4       | 4        |
| 2003年11月27日 - 30日  | ISUグランプリシリーズ NHK杯（旭川）                  | 6 44.68 | 7 84.63 | 6 129.31 |
| 2003年11月6日 - 9日    | ISUグランプリシリーズ 中国杯（北京）                 | 7 44.30 | 7 85.55 | 7 129.85 |
| 2003年10月2日 - 5日    | ISUジュニアグランプリ チェコスケート（オストラヴァ） | 3       | 2       | 2        |
| 2003年9月11日 - 14日   | ISUジュニアグランプリ ソフィア杯（ソフィア）         | 2       | 2       | 2        |

| 2002-2003 シーズン       |                                                                |    |    |      |
| 開催日                   | 大会名                                                         | SP | FS | 結果 |
| 2003年3月24日 - 30日     | 2003年世界フィギュアスケート選手権（ワシントンD.C.）           | 17 | 17 | 17   |
| 2003年2月24日 - 3月2日   | 2003年世界ジュニアフィギュアスケート選手権（オストラヴァ）     | 6  | 7  | 7    |
| 2003年1月20日 - 26日     | 2003年ヨーロッパフィギュアスケート選手権（マルメ）             | 8  | 7  | 7    |
| 2002年11月21日 - 24日    | ISUグランプリシリーズ ロシア杯（モスクワ）                     | 9  | 9  | 9    |
| 2002年10月30日 - 11月3日 | ISUジュニアグランプリ トラパネーゼ杯（ミラノ）                 | 7  | 3  | 4    |
| 2002年10月10日 - 6日     | ISUジュニアグランプリ ブラオエン・シュベルター杯（ケムニッツ） | 4  | 4  | 4    |

1. ↑  ロシア語ラテン翻字: Stanislav Morozov
2. ↑  バンクーバーオリンピック最終予選指定競技会であり国際スケート連盟が主催した。
3. ↑  オープン参加　順位にはドイツ選手を含む。

## プログラム使用曲
| シーズン  | SP                                                  | FS                                                            | EX                                                                     |
| --------- | --------------------------------------------------- | ------------------------------------------------------------- | ---------------------------------------------------------------------- |
| 2009-2010 | Dreams Illusion 編曲：DJI                           | 映画『パール・ハーバー』より 作曲：ハンス・ジマー             | Life in Mono 曲：Mono                                                  |
| 2008-2009 | 映画『陽のあたる教室』より 作曲：マイケル・ケイメン | 映画『パール・ハーバー』より 作曲：ハンス・ジマー             | Turn Around by ボニー・タイラー、カレン・アントンLife in Mono 曲：Mono |
| 2007-2008 | 奇跡の始まり 作曲：ピーター・ガブリエル             | 映画『ティアーズ・オブ・ザ・サン』より 作曲：ハンス・ジマー   | Total Eclipse of the Heart ボーカル：サラ・ブライトマン                |
| 2006-2007 | アルビノーニのアダージョ 作曲：レモ・ジャゾット     | Phantom of the Opera on Ice 作曲：ロベルト・ダノワ            | アヴェ・マリア 作曲：フランツ・シューベルト                            |
| 2005-2006 | アルビノーニのアダージョ 作曲：レモ・ジャゾット     | 映画『1492 コロンブス』より 作曲：ヴァンゲリス                |                                                                        |
| 2004-2005 | 剣の舞 作曲：アラム・ハチャトゥリアン               | ピアノソナタ第14番 作曲：ルートヴィヒ・ヴァン・ベートーヴェン |                                                                        |